# Propus
Propus (Eta dels Bessons / η Geminorum) és un estel de magnitud aparent +3,32 en la constel·lació dels Bessons. El nom és d'origen grec i significa «peu davanter».
Propus és un gegant vermell de tipus espectral M3IIIab i 3600 K de temperatura. Situada a 350 anys llum del Sistema Solar, brilla amb una lluminositat 2400 vegades major que la del Sol. Té un radi 130 vegades més gran que el radi solar; si estigués al centre del Sistema Solar, la seva superfície pràcticament arribaria fins a l'òrbita de Venus. És un estel variable classificat com semiregular, amb una lluentor variable entre magnitud aparent +3,15 i +3,90 al llarg d'un període de 234 dies.
Al costat de l'estel principal, Propus A, dos estels més conformen el sistema estel·lar. A 7 ua de distància, una companya (probablement de tipus espectral B) completa una òrbita al voltant de l'estel principal cada 8,2 anys. Més allunyada, a 1,4 segons d'arc (que equivalen a una distància mínima de 150 ua), es troba una segona acompanyant de tipus espectral F o G, Propus B, de qui el període orbital al voltant del parell interior és superior a 700 anys.
Propus era l'estel més proper a Urà quan aquest va ser descobert el 13 de març de 1781 per William Herschel.